# Volker Steinwascher
Volker Steinwascher (* 4. März 1943) ist ein deutscher Motorbootrennfahrer. Er ist der Bruder des ebenfalls erfolgreichen Rennbootfahrers Jörg Steinwascher. Beide kamen zum Motorbootsport, weil ihr Vater in seiner Siegburger Firma Boote und Bootsmotoren verkaufte.

## Sportliche Erfolge
Volker Steinwascher sammelte seine ersten Rennerfahrungen 1962 in der Schlauchbootklasse PE (Außenborder bis 850 cm³) und seine ersten Erfolge in der Sportbootklasse DU (Außenborder bis 700 cm³). Später konzentrierte er sich auf die Rennbootklasse OC (Rennmotoren bis 500 cm³), um nicht mit seinem Bruder in Konkurrenz zu treten.
- 1963 Deutscher Meister Klasse DU
- 1964 Deutscher Meister Klasse DU[1]
- 1969 Weltmeister Klasse OC in Posen (Polen)[2]
- 1969 Deutscher Meister Klasse OC
- 1970 Weltmeister Klasse OC in Essen[3]
- 1970 Großer Preis von Deutschland (Klasse OC in Hannover)
- 1970 Deutscher Meister Klasse OC
- 1971 Vizeweltmeister Klasse OC in Antwerpen (Niederlande)
- 1971 Großer Preis von Deutschland (Klasse OC in Essen)
- 1972 Europameister Klasse OC in Hannover
- 1972 Weltmeister Klasse OC in Falun (Schweden)
- 1972 Europameister Klasse OC in Villeneuve-sur-Lot (Frankreich)

## Auszeichnungen
- Silbernes Lorbeerblatt (1970)